# Ясинська Ангеліна Андріївна
Ангелі́на Андрі́ївна Яси́нська (29 липня 1922 — 14 вересня 2017) — український вчений в галузі мінералогії, доцент, завідувач кафедри мінералогії Львівського національного університету (1969—1974), почесний член Українського мінералогічного товариства (з 1991 року).

## Життєпис
Народилася 29 липня 1922 року в місті Первомайську, нині Миколаївської області, в учительській родині. Українка. У 1935 році разом з батьками переїхала до Дніпропетровська, де з відзнакою закінчила 10 класів середньої школи № 75. У 1939 році вступила на геологорозвідувальний факультет Дніпропетровського гірничого інституту. У 1940 році перевелась на геологічний факультет Львівського університету.
З початком німецько-радянської війни евакуювалась у східні райони СРСР. У березні 1942 року добровільно пішла на фронт. Воювала навідником-приладистом у 1077-му зенітно-артилерійському полку 87-ї дивізії ППО, брала участь в обороні Сталінграда. У 1945 році єфрейтор А. А. Ясинська демобілізувалась і продовжила навчання.
У 1948 році з відзнакою закінчила геологічний факультет Львівського університету й вступила до аспірантури, де навчалась під керівництвом Євгена Лазаренка. У 1951 році захистила кандидатську дисертацію на тему «Залежність властивостей цинкових обманок від хімічного складу» (її опонентами були Микола Бєлов й Іларіон Шафрановський). У 1952 році А. А. Ясинській присвоєно науковий ступінь кандидата геолого-мінералогічних наук і вчене звання доцента.
З 1952 року — доцент кафедри мінералогії Львівського університету. У 1969—1974 роках — завідувач кафедри мінералогії, а з 1974 й до виходу на пенсію у 2000 році — доцент цієї ж кафедри. Вела профільний курс «Мінералогія» для студентів-геохіміків, а також спецкурси «Мінераграфія», «Геохімія екзогенних процесів», «Геохімічна спеціалізація і рудоутворення», «Спецметоди досліджень у мінералогії». Їй належить уведення в навчальний процес нового спецкурсу «Основи космічної мінералогії».

## Наукова діяльність
Наукова діяльність А. А. Ясинської доволі багатогранна і стосувалась різних проблем мінералогії. Її наукові розробки можна згрупувати в чотири головні напрями: космічна мінералогія; регіональна мінералогія; характеристика окремих мінералів та їхній типоморфізм; методи мінералогічних досліджень.
У творчому доробку А. А. Ясинської близько 140 опублікованих наукових праць, у тому числі чотири монографії, низка рецензій і статей з історії мінералогії. Нею розроблені й опубліковані робочі програми та методичні розробки зі спецкурсів, які вона вела. Переклала українською мовою 3-тє, виправлене і доповнене, видання книги С. А. Вахромеєва «Руководство по минераграфии», опублікованої під назвою «Посібник з мінераграфії».

## Нагороди і почесні звання
Нагороджена орденом «За мужність» 3-го ступеня (14.10.1999), радянським орденом Вітчизняної війни 2-го ступеня (11.03.1985) і багатьма медалями.
Також нагороджена медалями В. І. Лучицького (2002) та імені Є. К. Лазаренка (2006), нагрудним знаком «За відмінні успіхи в роботі» МВССО СРСР (1979), Почесною грамотою МВССО СРСР (1986).
Почесний член Українського мінералогічного товариства (з 1991 року).